# Neptis burmana
Neptis burmana är en fjärilsart som beskrevs av Nicéville 1886. Neptis burmana ingår i släktet Neptis och familjen praktfjärilar. Inga underarter finns listade i Catalogue of Life.